# آرند اسشوماکر
آرند اسشوماکر (هلندی: Arend Schoemaker; ۸ نوامبر ۱۹۱۱ – ۱۱ مهٔ ۱۹۸۲) بازیکن فوتبال اهل هلند بود.

## تیم ملی
وی همچنین در تیم ملی فوتبال هلند بازی کرده‌است.